# Miloš Bogunović
Miloš Bogunović es un futbolista serbio. Nació en Zemun el 10 de junio de 1985. Actualmente juega en el Partizan de Belgrado.

## Trayectoria
Este ariete ha jugado en el Rad de Belgrado, antes de pasar al Partizán en junio de 2008, con el que ha jugado Champions League (cuatro partidos) y la Europa League (otros cuatro partidos), habiendo anotado 3 goles en las competiciones europeas.

## Selección
Ha sido una vez internacional con la selección absoluta de su país y, con la camiseta del Partizán, ha marcado 16 goles en 66 encuentros.

## Clubes
| Club                 | País   | Año       |
| -------------------- | ------ | --------- |
| Rad de Belgrado      | Serbia | 2005-2008 |
| Partizán de Belgrado | Serbia | 2008-2009 |
| Cádiz Club de Fútbol | España | 2010      |
| Partizan de Belgrado | Serbia | 2010-     |